# 2018年平昌オリンピックのマルタ選手団
2018年平昌オリンピックのマルタ選手団（2018ねんピョンチャンオリンピックのマルタせんしゅだん）は、2018年2月9日から25日まで大韓民国江原道平昌で開催された2018年平昌オリンピックのマルタ選手団の名簿、及びその競技結果。

## 選手団
- 人員: 選手 1人
- 開会式旗手: エリーズ・ペレグリン

## 種目別選手・スタッフ名簿及び成績

### アルペンスキー
| 選手                 | 種目       | 1回目     | 1回目 | 2回目  | 2回目 | 合計      | 合計 |
| 選手                 | 種目       | 結果      | 順位  | 結果   | 順位  | 結果      | 順位 |
| -------------------- | ---------- | --------- | ----- | ------ | ----- | --------- | ---- |
| エリーズ・ペレグリン | 女子大回転 | 失格      | 失格  | 失格   | 失格  | 失格      | 失格 |
| エリーズ・ペレグリン | 女子回転   | 1分05秒18 | 56位  | 58秒90 | 45位  | 2分04秒08 | 50位 |